# كينغدوم هارتس إتش دي 2.8 فاينل شابتر برولوغ
كينغدوم هارتس إتش دي 2.8 فاينل شابتر برولوغ (بالإنجليزية: Kingdom Hearts HD 2.8 Final Chapter Prologue)‏ (باليابانية: キングダム ハーツ HD 2.8 ファイナル チャプター プロローグ)، هي لعبة فيديو إلكترونية من نوع تقمص الأدوار صدرت في شهر يناير 2017م، وهي نسخة محسنة من اللعبة الأصلية كينغدوم هارتس إتش دي 2.5 ريمكس والتي صدرت بالسوق شهر سبتمبر عام 2015م، تم تطويرها من إحدى ستوديوهات شركة سكوير إنكس ونشرها شركة ديزني إنترأكتيف ستوديوز الأمريكية.